# Bogusława Drzewiecka
Bogusława Drzewiecka (ur. 1947 w Drzewcach) – księżacka twórczyni ludowa, rękodzielniczka i śpiewaczka. Występuje w zespole Wesele Boryny z Lipiec Reymontowskich. Oprócz własnej twórczości ludowej, angażuje się również w edukację regionalną młodzieży. W swojej twórczości posługuje się gwarą księżacką.

## Życiorys
Urodziła się w 1947 r. w Drzewcach w gminie Lipce Reymontowskie w południowej części księstwa łowickiego. Zainteresowanie sztuką ludową przejawiała od najmłodszych lat m.in. wykonując pod okiem ciotki ozdoby choinkowe. Bogaty repertuar ludowych pieśni i przyśpiewek poznawała przy pracy w gospodarstwie rolnym, później występując w zespole ludowym.
W swoich pracach wykorzystuje tradycyjne materiały i wzory, które czerpie od najstarszych mieszkańców gminy. Wykonuje m.in. pająki, kwiaty z bibuły oraz palmy wielkanocne. Uczestniczy w targach, kiermaszach oraz festiwalach, również ogólnopolskich, reprezentując region łowicki. Od 1975 r. występuje w zespole Wesele Boryny, od 2003 w grupie śpiewaczej Lipconki. Od 2014 należy do Stowarzyszenia Twórców Ludowych.